# 拉特曼諾夫島
拉特曼諾夫島，又稱大代奧米德島，是俄羅斯的島嶼，位於傑日尼奧夫角東南45公里的白令海峽，與美國所屬的小代奧米德島相互對峙，屬於迪奧米德群島的一部分，由楚科奇自治區負責管轄，面積29平方公里，最高點海拔高度505米。